# نبرد خلیج فارس ۲
نبرد خلیج فارس ۲ (انگلیسی: Battle of Persian Gulf II) یک پویانمایی رایانه‌ای جنگی و حماسی است که در سال ۱۳۹۵ منتشر شده‌است. تهیه‌کننده و کارگردان این اثر فرهاد عظیما است که این پویانمایی توسط گروه انیمیشن فاطمه زهرا ساخته‌است.

## داستان
داستان این اثر نبردی میان نیروی دریایی ایالات متحده آمریکا و سپاه پاسداران انقلاب اسلامی را در آینده به تصویر می‌کشد که با حمله آمریکا به تأسیسات اتمی ایران آغاز می‌شود و داستان فیلم در خلیج فارس اتفاق می‌افتد. که در آن گوشه ای از قدرت نظامی ایران به نمایش گذاشته شده‌است. قهرمان این داستان، فردی به نام فرمانده قاسم است که از شخصیت قاسم سلیمانی الهام گرفته‌است. این اثر، برنده جشنواره فیلم عمار و نامزد بهترین کارگردانی در سی و چهارمین جشنواره فیلم فجر، شده‌است.

## بخش انیمیشن
پویانما: حسین کمال آبادی 